# Бердоба
Бердоба (фр. Berdoba) — деревня в Чаде, расположенная на территории региона Восточный Эннеди. Входит в состав департамента Ам-Джерес.

## География
Деревня находится в северо-восточной части Чада, в пределах южной оконечности плато Эннеди, на высоте 860 метров над уровнем моря.
Бердоба расположен на расстоянии приблизительно 940 километров к северо-востоку от столицы страны Нджамены. Ближайшие населённые пункты: Ам-Джерес, Ха-Берубере, Гогокейра, Бир-Дван, Карна, Курди.
Климат деревни характеризуется как аридный жаркий (BWh в классификации климатов Кёппена).

## Транспорт
Ближайший аэропорт расположен в городе Ириба.